# Rapoto II. im Traungau
Rapoto II. († (13. Juni) nach (1020)) war ein Graf im Traungau aus dem Geschlecht der Rapotonen. Er wurde im Jahr 1006 erwähnt und ist am Mondsee gestorben. Nach Wilhelm Wegener könnte er personengleich mit Rapoto I. im Traungau gewesen sein, seine Kinder lassen sich nachvollziehen, allerdings ist über die Mutter dieser Kinder nur sehr wenig bekannt.
Durch die Namen der Nachkommen sowie die feststellbaren Besitzungen von Ulrich I. in der Nähe von Augsburg kann allerdings vermutet werden, dass es sich bei der Frau um eine Nachkommenschaft des im Jahr 955 gestorbenen Grafen Dietpold, einem Bruder des heiligen Ulrich, einem Bischof von Augsburg handelt. Ulrich I. gilt in vielen Darstellungen als der erste Heilige, der in einer Kanonisierung heiliggesprochen wurde. Aufgrund des Umfanges der Besitzungen, unter denen sich auch Grafschaften befanden, kann es sich bei ihr um eine Erbtochter gehandelt haben.
Er war möglicherweise der Begründer der Burg Rattenberg (Rapotoberg) in Tirol, da die Rapotonen als Vasallen des Bischofs von Regensburg die Herrschaft im Unterinntal innehatten.

## Kinder
- Diepold I. von Vohburg
- Rapoto III.
- Ulrich I. (nach Wilhelm Wegener)